# Schmuckstein

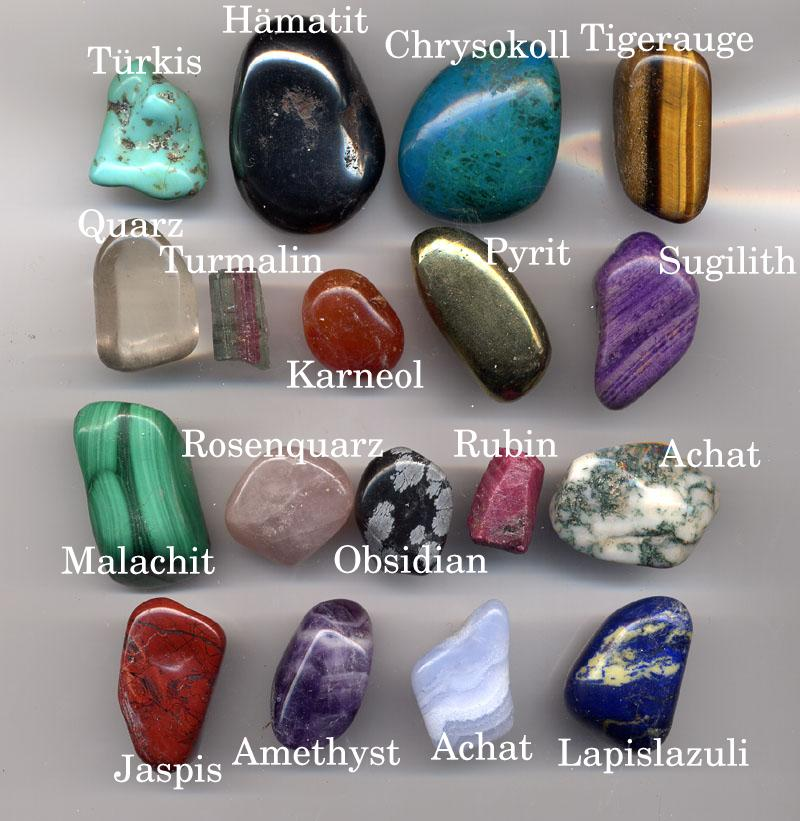
Auswahl verschiedener Schmucksteine. Das größte Exemplar misst etwa 40 mm

Schmucksteine, teilweise auch als Edelsteine bezeichnet, sind meist Minerale, Gesteine oder Glasschmelzen, aber auch Stoffe organischer Herkunft wie beispielsweise Bernstein, Gagat oder relativ kleine und formschöne Fossilien, die im Allgemeinen als schön empfunden werden und als Schmuck Verwendung finden. Entsprechend der Definition der internationalen Handelsorganisation CIBJO zählen außerdem Perlen, Perlmutt und Korallen zu den Schmucksteinen.
Die Lehre von den Edelsteinen und Schmucksteinen wird als Gemmologie bezeichnet.

## Allgemeine Geschichte
Wahrscheinlich schon seit der Altsteinzeit finden Steine auch als Schmuck Verwendung. In der Antike wurden Edelsteine neben Gold, Silber und anderen Materialien zu Schmuck verarbeitet. Früh verwendete, auch in der Bibel erwähnte Schmucksteine waren Rubin, Smaragd, Saphir und Beryll. Als Schmuckstein fand aber auch der Bernstein Verwendung.
Da Schmucksteine meist auch einen beträchtlichen Wert darstellten, wurden diese nicht selten gefälscht. Die Farbe von einigen Mineralien, beispielsweise Achat, wurde durch Brennen oder Einfärben verändert. Diese und einige andere traditionellen „Verbesserungen“ müssen nicht deklariert werden. Kommt es allerdings durch eine Bestrahlung mit elektromagnetischen Wellen zu Farbveränderungen, so muss dies stets angegeben werden.
Im Altertum und Mittelalter wurden Juwelen nur mehr oder weniger rund geschliffen. Der Facettenschliff kam erst in der frühen Neuzeit auf. Auch der Diamant ist erst in der Neuzeit zum Schmuckstein geworden, während er in der Antike aufgrund seiner Härte von Handwerkern eingesetzt wurde, etwa zum Schnitzen von Gemmen.

## Minerale
Minerale in entsprechender Qualität finden oft als Edel- bzw. Schmuckstein Verwendung. In Abhängigkeit von der Mineralart (beispielsweise Diamant, Korund, Malachit) werden unterschiedliche Kriterien zur Qualitätsbestimmung angewandt. Der Fundort kann einen Unterschied in feinen Details der individuellen Ausprägung machen, die wiederum einem Spezialisten den Ursprung des Steins verraten.
Oft entscheiden die Transparenz, Reinheit, Seltenheit und Farbe über die Verwendung und den Wert. Manche Minerale besitzen Einschlüsse, die den Wert des Steins mindern, aber auch steigern können. Bei einem der wertvollsten Edelsteine, dem Diamanten, zieht man vier Eigenschaften (4 C) heran, den Schliff (Cut), das Gewicht in Karat (Carat), die Farbe (Colour) und die Reinheit (Clarity), von denen sich lange Zeit nur die erste vom Menschen direkt beeinflussen ließ. Mittlerweile lassen sich jedoch auch beim Diamanten etwa Einschlüsse, die die Reinheit beeinträchtigen, künstlich verringern.
Schmucksteine werden zum Teil wärme- oder radioaktiv behandelt, um ihre optischen Eigenschaften zu verbessern oder zu ändern. Die Farbe von manchen Amethysten schlägt beispielsweise nach einer Wärmebehandlung von violett zu gelb um. Anschließend wird das behandelte Mineral als „Citrin“ in den Handel gebracht. In Deutschland müssen diese künstlich behandelten Minerale, etwa bei Farbveränderungen, entsprechend gekennzeichnet sein.
Minerale in Schmuckqualität werden auch synthetisch hergestellt, so beispielsweise Quarz mit seiner Varietät Amethyst oder Korund. Die Qualität von synthetischen Diamanten konnte in den letzten Jahren stark verbessert werden, so dass diese auch als Schmuckstein Verwendung finden.

### Edelsteine

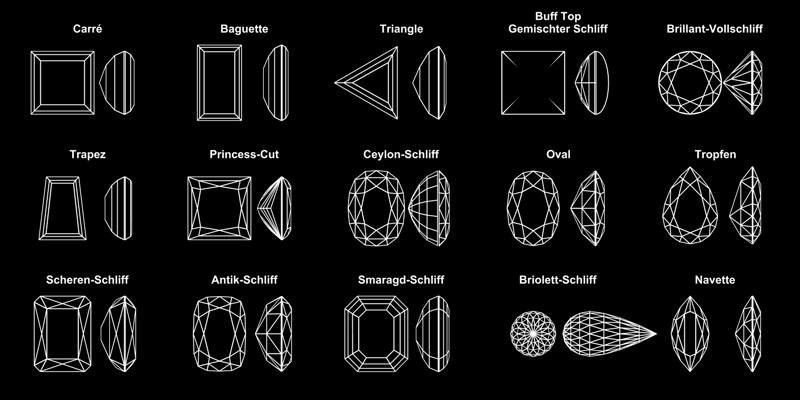
Auswahl facettierter Schliffformen

Der Edelstein als rein kultureller und nicht naturwissenschaftlicher Begriff hat keine allgemeingültige Definition. Er wird ebenso auf Minerale wie Diamant und Mineral-Aggregate wie Lapislazuli angewendet wie auch auf Gesteine (z. B. Onyxmarmor), organisches Material (Gagat, Bernstein) und bei Synthesen wie beispielsweise dem Yttrium-Aluminium-Granat (YAG).
Als Edelsteine im engeren Sinne können Schmucksteine angesehen werden, die folgende Kriterien erfüllen:
- ästhetische Begriffe wie Schönheit, ansprechende Farben oder Farbenspiele, Glanz und/oder Transparenz sowie Lichtbrechung beziehungsweise Dispersion
- Mohshärte ≥ 7 (früher Edelsteinhärte 7–10[6] oder 8–10[7])
- Seltenheit

Die geforderte Edelsteinhärte von mindestens 7 wird mit der Tatsache begründet, dass der allgegenwärtige Staub immer auch kleine Quarzkörner (Härte 7) enthält, die weichere Edelsteinmaterialien mit der Zeit durch Kratzer beschädigen und den Glanz mindern.
Bekannte Edelsteinarten sind beispielsweise Rubin und Saphir (beide Härte 9), Topas (Härte 8) und Smaragd (Härte 7,5 bis 8). Ein Diamant ist eine spezielle kristalline Erscheinungsform elementaren Kohlenstoffs. Nach obiger Definition gehört er heute auch zu den Edelsteinen, während er im Mittelalter als Schmuckstein keinen besonderen Wert hatte und meist nur die farbigen Steine als Edelsteine bezeichnet wurden.
Meist werden Edelsteine heute zu Formen geschliffen, welche die Lichtreflexion erhöhen und durch die Güte der Politur den Glanz verstärken, aber auch um dem Mineral eine zur Weiterverarbeitung in Schmuck geeignete Form zu geben. Lediglich bei in Brillantschliff geschliffenen Diamanten spricht man von Brillanten, andere Edelsteinarten im Brillantschliff müssen durch den Edelsteinnamen ergänzt werden.

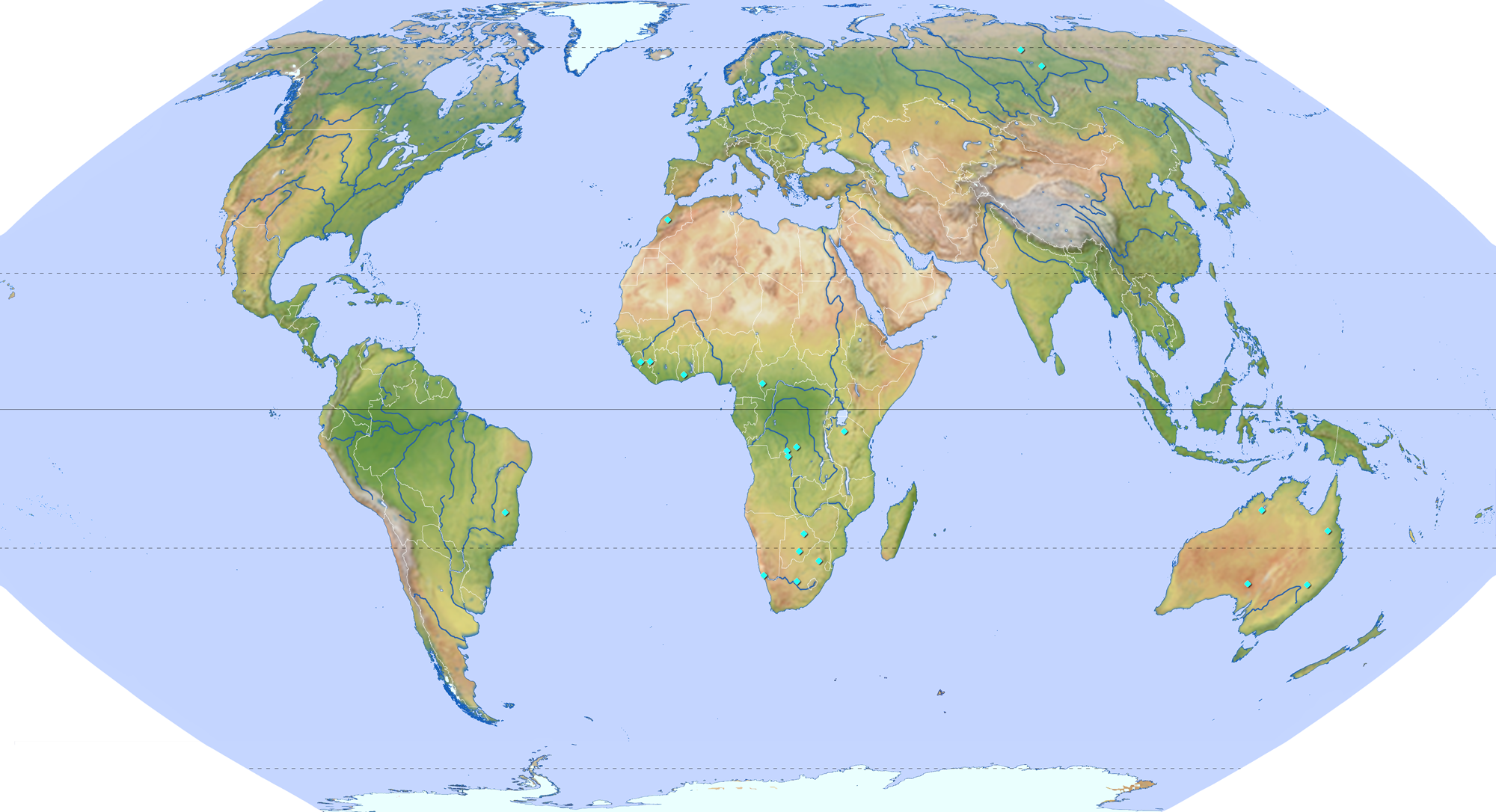
Fördergebiete für Edelsteine
Eine detailliertere, „frei verschiebbare“ Weltkarte zum Bergbau im Großformat (5,6 MB) gibt es unter diesem Link

### „Halbedelsteine“
Der Begriff Halbedelstein ist veraltet und bezeichnet einen Schmuckstein, der sich durch seine Schönheit auszeichnet, im Gegensatz zu den „wirklichen“ Edelsteinen aber wesentlich häufiger in der Natur vorkommt, meist auch weniger hart und damit weniger wertvoll ist.
In der Mineralogie und Gemmologie wird der Begriff „Halbedelstein“ im Allgemeinen nicht mehr verwendet, sondern es wird nur noch von Edelsteinen oder von Schmucksteinen gesprochen. Die Einteilung war einerseits willkürlich, da sich Adjektive wie „wirklich“ und „halbedel“ bei Edelsteinen nicht vernünftig definieren lassen. Zum anderen deutet der Begriff Halbedelstein eine gewisse Minderwertigkeit an, die tatsächlich aber nicht vorhanden ist.

### Klassifikation

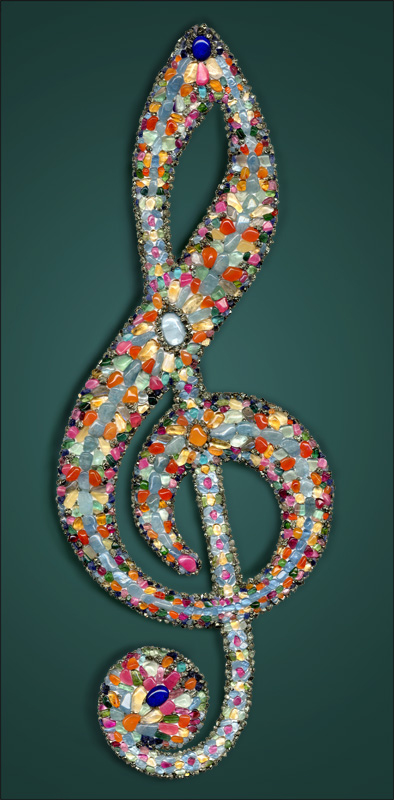
Violinschlüssel aus Schmucksteinen

Neben den weiter oben schon erwähnten Klassifikationsmerkmalen, wie Lichtdurchlässigkeit, Reinheit und Farbe, gibt es unter anderem noch folgende Kriterien, die an die Kriterien der Mineralbestimmung angelehnt sind:
Zu den angewandten Kriterien zählt zunächst die chemische Zusammensetzung, Diamanten bestehen beispielsweise aus Kohlenstoff, Rubine aus chromgefärbtem Aluminiumoxid (Al2O3). Weiterhin werden Edel- und Schmucksteine auch nach ihrem Kristallsystem, der Art des Kristallgitters unterschieden, das beispielsweise kubisch, trigonal oder monoklin sein kann. Der sogenannte Habitus, die Form, in welcher der Stein in der Natur zu finden ist, ist ein weiteres Klassifikationskriterium.
Edel- und Schmucksteinarten werden oft weiter in unterschiedliche Varietäten unterteilt, die überwiegend von der Farbe abhängt. So wird roter Korund etwa als Rubin gehandelt, ein spezielles rot-orange als Padparadscha. Die restlichen Farben werden als Saphir bezeichnet, dabei ist der blaue Saphir am wertvollsten. Auch Diamanten können in unterschiedlichen Farbtönungen vorkommen, die dann als „fancy diamond“ bekannt sind. Die Varietäten von Beryll findet man als Smaragd (grün), Aquamarin (blau), Roter Beryll (veraltet auch Bixbit, rot), Goshenit (farblos), Goldberyll (zitronengelb bis goldgelb) bzw. Heliodor (hellgelbgrün) oder Morganit (auch Rosaberyll). Heliodor wird allerdings teilweise als eigenständige Beryll-Varietät abgelehnt und zu den Goldberyllen gezählt.
Physikalische Unterschiede manifestieren sich im Brechungsindex, der Dispersion, der spezifischen Dichte, der Härte, Spaltbarkeit, Sprödigkeit und dem Glanz. Verschiedene Schmucksteine wie Turmaline können durch Pleochroismus in verschiedenen Richtungen unterschiedliche Farben zeigen oder doppelbrechend sein. Charakteristisch ist auch ihr Absorptionsspektrum.
Für den Wert eines Edel- bzw. Schmucksteins spielt schließlich auch seine Größe eine bedeutende Rolle.
Die Verwendbarkeit und der Wert eines Edelsteins/Schmucksteins richtet sich nach Kriterien, die sehr stark abhängig von der Mineralart sind. So gibt es für Erze wie Hämatit und Pyrit keine weiteren Kriterien als den Glanz und unter Umständen die Form. Bei Granaten, Quarzen und anderen Mineralen spielen auch Lichtdurchlässigkeit, Reinheit und Farbe eine Rolle.

## Manipulationen und Imitationen
Viele Minerale oder Gesteine, die als Schmuckstein Verwendung finden, werden auf verschiedene Art und Weise manipuliert, um ihre Eigenschaften (Farbe, Glanz, Haltbarkeit) zu verbessern und damit begehrenswerter zu machen oder andere, seltene und wertvolle Schmucksteine nachzuahmen.

### Ölen/Fetten
Eine der ältesten Methoden, Steine aufzubessern, ist das Ölen, um damit Risse zu überdecken. Der Stein wirkt transparenter und die Farben leuchtender und intensiver (vergleiche nasse und trockene Flusskiesel). Die verwendeten Öle reichen von tierischen Ölen (Walrat, Talg) über pflanzliche Fette (Pflanzenöl, Oliven- oder Sonnenblumenöl) bis hin zu synthetischen Ölen und sogar Babyöl (Vaseline).
Geölte Steine „schwitzen“ das Öl bei Wärmezufuhr leicht aus, außerdem trocknet es mit der Zeit ein. Beides führt zur Fleckenbildung und Glanzverlust. Geölte Rohsteine und Mineralien können unter Umständen durch die Bildung eines nicht abwaschbaren, hässlichen Überzugs völlig unbrauchbar werden. Nur bei Verwendung von farbigen Ölen ist der Zusatz gefärbt Pflicht. Es gilt aber in Sammlerkreisen als nicht korrekt, wenn man solche Stücke ohne Kennzeichnung anbietet, da der (wertbestimmende) optische Eindruck der Stücke wesentlich verändert wird.

### Wachsen/Paraffinieren
Statt mit Öl kann man auch mithilfe von Wachs oder Paraffin Risse überdecken und Glanz sowie Farbe verstärken. Das Paraffinieren ist etwas haltbarer und kommt vor allem bei undurchsichtigen Schmucksteinen und Trommelsteinen zum Einsatz. Allerdings wird auch das Wachs mit der Zeit durch Gebrauch oder starke Wärmeeinstrahlung abgetragen. Das Paraffinieren, sofern es farblos ist, muss im Handel nicht angegeben werden. Auch diese Methode ist in Sammlerkreisen nicht angesehen.

### Stabilisieren
Weiche, poröse oder grobkörnige Schmucksteine werden mit einem Überzug aus Harz beziehungsweise Kunstharz behandelt, um sie vor Beschädigungen durch Kratzer und Chemikalien (Schweiß, Seife) zu bewahren. Allerdings kann auch hierbei durch Einsatz von gefärbten Harzen die Farbe verändert werden. Stabilisierte Schmucksteine müssen den Zusatz behandelt tragen.

### Rekonstruktionen
Rekonstruktionen sind vor allem bei undurchsichtigen Steinen weit verbreitet, aber auch bei Bernstein ist diese Methode beliebt. Hierbei werden pulverisiertes Material oder kleine Bruchstücke entweder miteinander verschmolzen (Bernstein), gesintert (Hämatit) oder mit einem passenden Bindemittel verklebt (Malachit, Türkis). Rekonstruktionen von Bernstein dürfen als „echt Bernstein“ bezeichnet werden, Hämatit wird dagegen in Hämatin umbenannt. Alle anderen Schmucksteine, die keinen gesonderten Handelsnamen haben, müssen als „rekonstruiert“ bezeichnet werden.

### Färben
Schmucksteine mit unerwünschter oder zu blasser Farbe werden mit verschiedenen, meist oberflächlichen, Methoden umgefärbt, um sie aufzuwerten. Alle gefärbten Schmucksteine müssen auch als solche bezeichnet werden.
Gefärbte Öle, Wachse oder Kunststoffesind gängige Mittel, um Schmucksteine umzufärben. Allerdings lassen sich nur poröse Steine durch- oder wenigstens tiefenfärben. Bei allen anderen liegt das Farbmittel an der Oberfläche oder bei rissigen Steinen höchstens einige Millimeter tief. Beispielsweise werden Achate längere Zeit in einer Farblösung erhitzt, Karneol anschließend noch gebrannt, um die endgültige Farbnuance zu erreichen und das Farbmittel zu fixieren. Oberflächlich gefärbte Steine reiben sich, vor allem bei häufigem Körperkontakt, mit der Zeit ab.
Bedampfenist eine recht haltbare und schwer zu erkennende Möglichkeit des Färbens, die zusätzlich noch einen schillernden Effekt hervorruft. Hierbei wird das behandelte Mineral (Bergkristall, Topas) mit Metall, meistens Gold, bedampft.
Tränken in Zuckerlösungund anschließende Dehydratation (Wasserentzug) wird vor allem bei Achat und Schwarzopal angewandt, um den seltenen Onyx zu imitieren. Allerdings ist die schwarze Farbe bei Schwarzopal naturgemäß nur wenige Millimeter dick, um das wasserhaltige Mineral beim Dehydratisieren nicht zu zerstören.
DiffusionsbehandlungHier werden unter besonderen Druck- und Hitzebedingungen farbgebende Atome in die Randschichten des Schmucksteins eingebracht.

### Brennen
Brennen bedeutet, dass die rohen Schmucksteine auf bis zu mehrere Hundert Grad Celsius erhitzt werden, um Farbe und Transparenz zu verändern. Färbende, metallische Einschlüsse werden dabei oxidiert, Kristallisationsfehler und damit Trübungen aufgelöst. Je nach Temperatur und Brenndauer können verschiedene Schmucksteine unterschiedliche Farbnuancen erhalten. Bei der Umwandlung von beispielsweise Amethyst in Citrin nimmt dieser bei einer Temperatur von etwa 470 °C eine hellgelbe, zwischen 550 °C und 560 °C jedoch eine dunkelgelbe bis rotbraune Farbe an. Rauchquarze lassen sich teilweise schon bei 300 bis 400 °C umwandeln. Das Brennen verändert die Steine dauerhaft, ist aber nur schwer nachzuweisen.
Besonders lukrativ ist das Brennen bestimmter, preiswerter, milchweißer Saphire, sogenannter Geuda, zu kornblumenblauer Farbe. Eine Wertsteigerung vom 10- bis 100-fachen ist so möglich. Sogar bereits facettierte Steine können so gebrannt werden, wenn sie einschlussarm sind.
Gebrannte Steine müssen nicht als solche angegeben werden. Um eine Irreführung zu vermeiden, ist es jedoch nicht zulässig, für künstlich behandelte Steine Fantasienamen zu verwenden.

### Bestrahlen
Auch das Bestrahlen mit Röntgenstrahlung oder Strahlung radioaktiver Substanzen (Gamma-, Neutronen- oder seltener Alphastrahlen) dient der Farbveränderung, die sehr stark sein kann, aber im Gegensatz zum Brennen nicht immer von Dauer ist. Außerdem können im Stein bei Bestrahlung mit Neutronen durch Neutroneneinfang Radionuklide entstehen, die den Schmuckstein radioaktiv werden lassen – je nach chemischer Zusammensetzung und Intensität der Bestrahlung kann diese Radioaktivität trivial, aber messbar oder erheblich sein. Sie müssen daher bis zum Abklingen der Strahlung in Quarantäne, die teilweise einige Jahre dauern kann. Alle so veränderten Schmucksteine müssen den Zusatz behandelt oder bestrahlt tragen.
Bekannt für die Farbaktivierung durch Bestrahlung ist seit den 1950er Jahren vor allem der sogenannte „Blautopas“. Dazu werden farblose Topase zunächst bestrahlt und anschließend erhitzt, wodurch intensiv blaue Farbtöne entstehen. Eine noch mehrere Jahre messbare Radioaktivität entsteht allerdings nur bei mit Neutronen bestrahlten Topasen der Farbe „London Blue“. Diese müssen daher in Quarantäne, bis deren Radioaktivität auf die gesetzlich festgelegten Grenzwerte abgeklungen sind. Mit Elektronen bestrahlter Blautopas der Farbe „Electric Blue“ ist nicht radioaktiv.
Radioaktive Schmucksteine und solche, die durch künstliche Bestrahlung aktiviert wurden, dürfen nur an Personen weitergegeben werden, wenn ihre spezifische Aktivität 100 Bq pro Gramm nicht überschreitet. Der Umgang mit radioaktiven Schmucksteinen (Lagerung, Be- und Verarbeitung) ist genehmigungspflichtig, wenn die spezifische Aktivität des Steins 0,5 Bq/gr überschreitet.

### Synthese
Einige Minerale können aus den entsprechenden Grundelementen künstlich (synthetisch) hergestellt werden, beispielsweise nach dem Verneuil-Verfahren. Zur Herstellung bestimmter Minerale sind allerdings zusätzlich Hitze und Druck nötig. Der Diamant ist hierfür das beste Beispiel, aber auch viele andere Minerale werden mittlerweile in sehr guter Qualität synthetisiert und weisen nur geringe Unterschiede zu ihren natürlichen Vorbildern auf. Besonders verbreitet sind Synthesen neben dem Diamanten auch von Rubinen und Saphiren, Smaragden, verschiedenen Quarzen und Opalen. Alle Synthesen müssen als solche gekennzeichnet werden.
Heutzutage werden in Spielwarenhäusern spezielle Chemiebaukästen angeboten, die jedoch nur Kristalle von schmucksteinähnlichem Aussehen hervorbringen (meist durch Rekristallisation von Kalialaun oder ähnlichen, ungefährlichen Salzen und eventuell vorhandenen Farbzusätzen aus gesättigter wässriger Lösung).
Synthesen werden oft für Modeschmuck verwendet, da sie im Gegensatz zu ihren natürlich entstandenen Vorbildern meist preiswerter herzustellen sind. So lassen sich günstige Schmuckstücke herstellen, deren künstlich hergestellte Synthesen kaum von echten Schmucksteinen zu unterscheiden sind.

### Imitationen
Da sich viele Minerale vor allem in der Farbe sehr ähnlich sehen, werden seltene und damit teure oft durch häufigere und damit billigere Minerale nachgeahmt. Eine verbreitete Imitation ist synthetischer Spinell, der sich in vielen Farben herstellen lässt. Noch einfacher ist es, Imitationen mithilfe von Glas oder Keramik zu erzeugen. Um echte Schmucksteine von Fälschungen unterscheiden zu können, sind ihre physikalischen Eigenschaften zu analysieren.

#### Dublette/Triplette

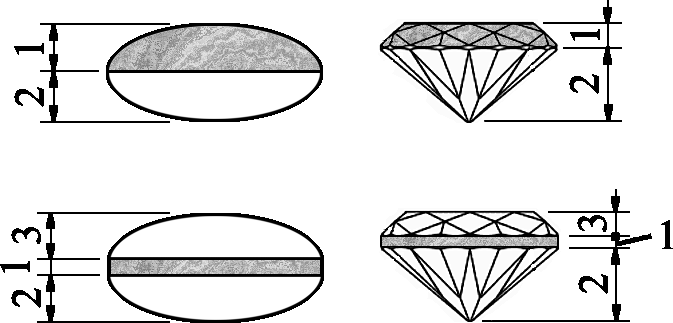
Aufbau einer Dublette/Triplette
1. Schmuckstein
2. Unterteil
3. Oberteil

Ein Sonderfall der Imitation ist die Dublette beziehungsweise Triplette, die aus zusammengesetzten Schichten von echtem Schmuckstein und Glas, Synthesen, Quarz oder anderen Festkörpern besteht. Bei dieser Methode kann man aus wenig Grundmaterial viele Steine herstellen. Es wird zwar z. B. echter Opal verwendet, aber es ist eine massive Manipulation des Steins. Tripletten und Doubletten sind deklarationspflichtig.
Bei Dubletten handelt es sich um eine dünne Schicht des echten Edelsteins, die auf ein Unterteil aus Obsidian, verschiedenen Eisensteinen, Potch (undurchsichtiger Opal ohne Farbspiel) oder auch Kunststoff geklebt wird. Dies bewahrt die empfindlichen Steine unter anderem vor Körper- und damit Schweißkontakt. Bei Tripletten gibt es entsprechend zwei abdeckende Schichten, das Unterteil schützt gegen Körperkontakt, das Oberteil vor Kratzern und Austrocknung und wird deshalb besonders häufig bei Opalen angewendet.
Um Dubletten oder Tripletten erkennen zu können, muss der Stein in der Regel aus der Fassung herausgenommen werden.

#### Identifikation
Um Fälschungen,  Manipulationen oder Imitationen herauszufinden, können die Dichte oder bei durchscheinenden Mineralien der Brechungsindex der zu untersuchenden Schmucksteine herangezogen werden. Für die Bestimmung des Brechungsindexes benutzt man ein Refraktometer. Eine weitere Methode sind spektroskopische Untersuchungen, mit denen die spektrale Verteilung der charakteristischen Absorptionslinien im Absorptionsspektrums analysiert werden kann.
Eine einfache Methode zur groben Bestimmung des Brechungsindex ist auch die sogenannte Immersionsmethode, bei denen die zu prüfenden Schmucksteine in Flüssigkeiten mit bekanntem Brechungsindex getaucht werden. Diese lassen die Konturen des eingetauchten Gegenstands bei Übereinstimmung des Brechungsindex verschwinden.
Mit Hilfe der Fluoreszenz lassen sich bestimmte Edelsteine ebenfalls identifizieren. Zur Anregung durch Licht werden vor allem die beiden ultravioletten Wellenlängenbereiche zwischen 200 und 280 Nanometer und 315 und 400 Nanometer verwendet. Die Steine leuchten dann in charakteristischen Farben im sichtbaren Licht.

## Seltene Edelsteine und Sammlersteine

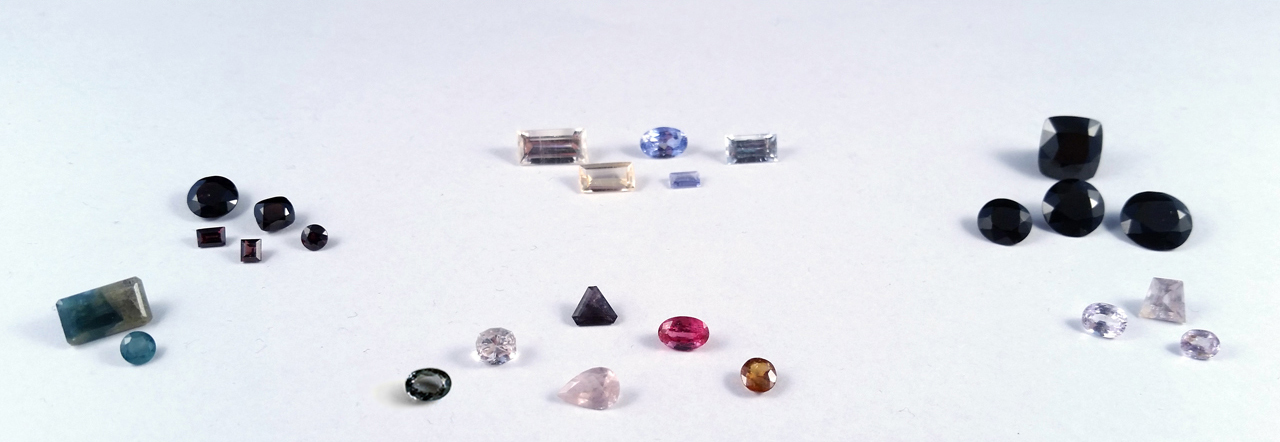
Grandidierit, Painit, Jeremejevit, Serendibit, Taaffeit Musgravit, Poudretteit, Chambersit, Roter Beryll, Hibonit, Zektzerit

Zu den seltenen und weniger bekannten Edelsteinen beziehungsweise Sammlersteinen gehören Grandidierit, Painit, Jeremejevit, Serendibit, Taaffeit (Magnesiotaaffeit 2N’2S), Musgravit (eigentlich Magnesiotaaffeit), Poudretteit, Chambersit, Roter Beryll (Bixbit) und einige andere.
Oft wurden Vorkommen an wenigen Orten auf der Welt entdeckt. Der Painit wird beispielsweise nur in Myanmar gewonnen und der rote Beryll nur in Utah und New Mexico.

## Heilkunde und Esoterik
Viele Edel- bzw. Schmucksteine wurden von der Antike bis in die frühe Neuzeit auch in der Heilkunde (Lithotherapie), z. B. durch Marbod von Rennes und Hildegard von Bingen sowie Šamsaddīn Muḥammad al-Akfānī († 1348) beschrieben, pharmazeutisch aufbereitet und medizinisch gebraucht und finden heute noch in der Esoterik als Zauberstein oder Heilstein Verwendung oder sollen in Amuletten vor schlechten Einflüssen schützen.
Bücher, in denen Mineralien im Allgemeinen und Schmucksteine im Besonderen sowie deren Verwendung beschrieben werden, wie etwa bei Aristoteles, Albertus Magnus oder al-Bīrūnī, bezeichnet man als Steinbücher beziehungsweise Lapidarien oder auch Gemmenbücher. Zu den ältesten deutschsprachigen Steinbüchern zählt das sogenannte Prüller Steinbuch, ein kleines, gemeinsam mit dem Prüller Kräuterbuch überliefertes Lapidar aus dem 12. Jahrhundert, das die heilenden Kräfte von 12 Edelsteinen zum Inhalt hat. Als lapides quinque pretiosi („Fünf Edelsteine“) galten noch in der frühen Neuzeit Saphir, Sardus, Granat, Smaragd und Hyazinth.

## In der Populärkultur
Die Schmucksteine haben die französische Sängerin und Songwriterin Nolwenn Leroy zu ihrem Album Gemme (Schmuckstein) und der gleichnamigen Single aus dem Jahr 2017 inspiriert.